# Brigata fanteria "Lupo di Ferro"
La Brigata fanteria meccanizzata "Lupo di Ferro" (in lituano Mechanizuotoji pėstininkų brigada „Geležinis Vilkas“) è un'unità di fanteria meccanizzata delle Forze terrestri lituane di stanza a Rukla e, dal 2025, inquadrata nella 1ª Divisione dell'esercito.

## Storia
L'unità è stata costituita nel 1990 come una squadra autonoma di difesa, alla quale in seguito si aggiunse una guardia d'onore. Durante gli eventi di gennaio del 1991 queste unità furono messe a protezione del Consiglio Supremo della Repubblica di Lituania, del Palazzo della Stampa, dell'edificio del Consiglio dei Ministri, della torre della televisione e di altri edifici. Il 6 giugno 1992 la brigata venne ufficializzata, venendo chiamata "Lupo di Ferro", e i suoi membri giurarono fedeltà alla Lituania.
Nel 2000 venne costituito il Battaglione artiglieria "Generale Romualdas Giedraitis", equipaggiato con armamenti provenienti dalle Forze armate danesi, venendo assegnato in seguito alla brigata nel 2003 insieme al Battaglione "Duca Vaidotas". Sempre con i danesi nel 2005 la brigata è entrata nel progetto bilaterale LITBRIG con l'obiettivo di addestrarne i membri e facilitare l'integrazione delle forze lituane nel sistema NATO, avvenuta un anno prima.
Alla fine di novembre del 2011 è stata approvata la nuova struttura delle Forze armate lituane per il 2012 e di conseguenza l'unità è stata trasformata in una brigata di fanteria meccanizzata. Ha subito un’ulteriore riorganizzazione il 1º gennaio 2016 per garantirne l’efficacia in tempo di pace e in caso di guerra: le sono stati assegnati nuovamente due battaglioni: il Battaglione ussari "Re Mindaugas" e il Battaglione ulani "Granduchessa Birutė", mentre il battaglione fanteria "Granduca Kęstutis" (con sede a Tauragė) è stato assegnato a un’unità di nuova formazione, la brigata di fanteria motorizzata "Žemaitija".
Nel marzo 2023, il generale Valdemaras Rupšys, capo della difesa delle Forze armate lituane, ha annunciato il piano di acquisire fino a 54 carri armati da combattimento e di trasformare il battaglione ussari in un battaglione corazzato, in modo da potenziare le capacità operative delle Forze armate lituane e istituire una divisione militare. Il 28 gennaio 2025, con il ripristino della 1ª Divisione dell'esercito, la brigata è stata trasferita sotto il comando di essa insieme alla Brigata "Žemaitija" e alla Brigata "Aukštaitija".

## Struttura
- Battaglione fanteria "Granduca Algirdas"
- Battaglione fanteria "Duca Vaidotas"
- Battaglione ussari "Re Mindaugas"
- Battaglione ulani "Granduchessa Birutė"
- Battaglione artiglieria "Generale Romualdas Giedraitis"
- Battaglione logistico
- Compagnia ricognizione
- Compagnia comunicazioni

## Comandanti
Cronotassi dei comandanti della brigata:
- Colonnello Česlovas Jezerskas (1990 - 1995)[8]
- Colonnello Jonas Vytautas Žukas (1995 - 2001)
- Colonnello Vitalijus Vaikšnoras (2001 - 2003)
- Colonnello Gediminas Jurgutis (2003 - 2005)[9]
- Colonnello Darius Užkuraitis (2005 - 2008)[10]
- Colonnello Vilmantas Tamošaitis (2008 - 2011)
- Colonnello Valdemaras Rupšys (2011 - 2013)
- Colonnello Raimundas Vaikšnoras (2013 - 2016)
- Colonnello Mindaugas Steponavičius (2016 - 2019)
- Colonnello Mindaugas Petkevičius (2019 - 2022)
- Colonnello Aurelius Motiejūnas (2022 - in carica)[11]

## Simboli
Il lupo di ferro, simbolo della brigata, fa riferimento alla leggenda della fondazione della città di Vilnius. La leggenda racconta di quando Gediminas, granduca dei lituani, dopo una battuta di caccia ebbe un sogno dove un lupo in armatura stava ululando su una collina. Gediminas in seguito chiese ad un saggio il significato di tale sogno. Quest'ultimo interpretò la visione consigliando di erigere un castello nell'area, perché in futuro quella località si sarebbe trasformata in una prospera città.